# Louvilliers-en-Drouais
Louvilliers-en-Drouais település Franciaországban, Eure-et-Loir megyében. Lakosainak száma 221 fő (2022. január 1.). Louvilliers-en-Drouais Vert-en-Drouais községgel határos.

## Népesség
A település népességének változása:
| Lakosok száma | 62   | 145  | 179  | 193  | 204  | 202  | 201  | 203  | 204  | 221  |
|               | 1968 | 1982 | 1990 | 2006 | 2013 | 2015 | 2017 | 2019 | 2020 | 2022 |